# Dysdera hernandezi
Dysdera hernandezi är en spindelart som beskrevs av Arnedo och Ignacio Ribera 1999. Dysdera hernandezi ingår i släktet Dysdera och familjen ringögonspindlar.
Artens utbredningsområde är Kanarieöarna. Inga underarter finns listade i Catalogue of Life.